# كريك (دنا)
كريك (بالفارسية: کریک) هي قرية تقع في إيران في قسم دنا الريفي. يقدر عدد سكانها بـ 635 نسمة بحسب إحصاء 2016.